# IPad (第八代)
第八代iPad（英語：eighth-generation iPad）是一台由蘋果公司所開發、銷售的平板電腦，並於2020年9月15日於Apple Event在線上發佈的第八代iPad。存在著不同的稱呼（第八代iPad、iPad 2020以及作為俗稱的iPad 8），发表时作業系統採用iPadOS 14。此iPad將延續七代的10.2吋螢幕，並採用A12 Bionic處理器，也支持對Apple Pencil 1和智慧型鍵盤（页面存档备份，存于）的支援。

## 顏色
顏色包括：
| 顏色 | 名稱   | 英語       | 備註       |
| ---- | ------ | ---------- | ---------- |
|      | 太空灰 | Space Gray | 正面為黑色 |
|      | 銀色   | Silver     | 正面為白色 |
|      | 金色   | Gold       | 正面為白色 |

## 時間線
|  |